# Langsprietdaas
De langsprietdaas (Heptatoma pellucens) is een vliegensoort uit de familie van de dazen (Tabanidae). De wetenschappelijke naam van de soort is voor het eerst geldig gepubliceerd in 1776 door Fabricius.